# Alchemilla circumdentata
Alchemilla circumdentata é uma espécie de rosácea do gênero Alchemilla, pertencente à família Rosaceae.